# Hermann Staudinger
Hermann Staudinger (Worms, Alemanya, 23 de març de 1881 - Friburg de Brisgòvia 1965) va ser un químic i professor universitari alemany guardonat amb el Premi Nobel de Química l'any 1953.

## Biografia
Fill d'un professor de filosofia de Darmstadt, el 1899 va començar a estudiar botànica amb Georg Klebs a la Universitat de Halle, però aviat va adonar-se que la seva vocació era la química i va anar a estudiar aquesta ciència a Darmstadt i Múnic. Va tornar a la Universitat de Halle, on es va doctorar el 1903 amb una tesi dirigida per Daniel Vorländer. El 1907 fou nomenat professor de química a la Universitat d'Estrasburg, i uns mesos després va ser nomenat professor de química orgànica de l'Institut Tecnològic de Karlsruhe. El 1912 va traslladar-se a l'Escola Tècnica Federal de Zúric (ETH Zürich) per succeir Richard Willstätter, que va marxar a Berlín. L'any 1926 va ser nomenat catedràtic de la Universitat de Friburg de Brisgòvia (Albert-Ludwigs-Universität Freiburg). En aquesta universitat va dirigir el Laboratori de Química fins a 1951 i l'Institut de Química Macromolecular, que ell mateix va fundar el 1940, fins al 1956.
Durant la seva estada a Karlsruhe havia establert amistat amb el també químic Fritz Haber, però durant la Primera Guerra Mundial Haber va fer recerca per a l'exèrcit alemany investigant per al desenvolupament d'armes químiques. Staudinger era pacifista i va oposar-se públicament a la recerca per desenvolupar armes químiques de destrucció massiva.
El 1934 el filòsof Martin Heidegger, rector de la Universitat de Friburg, assabentat de l'actitud pacifista de Staudinger, va denunciar-lo al Ministeri d'Educació i en va demanar l'expulsió de la Universitat. Després de ser interrogat per la Gestapo, va signar una declaració de renúncia, però sense data. Atès el seu prestigi internacional va seguir en el seu lloc, però aquell document va servir als nazis per mantenir-lo controlat i evitar que fes declaracions com les que havia fet durant la Primera Guerra Mundial. Tampoc el van deixar viatjar a l'estranger i no va rebre molt de suport per a la seva recerca.
Staudinger va morir el 8 de setembre de 1965 a la seva residència de Friburg de Brisgòvia. Després de la seva mort, la seva segona esposa, Magda, que li havia donat suport, va continuar defensant les seves idees pacifistes; va ser membre del Comitè de la UNESCO de la República Federal Alemanya i va col·laborar en el desenvolupament del Programa sobre l'Home i la Biosfera.

## Recerca científica
Staudinger inicià la seva recerca científica estudiant els polímers. Al maig de 1922 publica un article a la revista Helvetica Chimica Acta on encunyà el terme macromolècula i assentà les bases de la polimerització. Finalment l'any 1926 va exposar la seva hipòtesi sobre els polímers, enunciant que aquests són una llarga cadena d'unitats petites unides per enllaços covalents.
Des de 1935 va ampliar el seu estudi de les solucions de polímers als polièsters i les fibres artificials, cosa que li va permetre descobrir la relació que vincula la viscositat i el pes molecular.
El 1953 fou guardonat amb el Premi Nobel de Química «pels seus descobriments en el camp de la química macromolecular».

## Obres publicades
- 1912: Die Ketene
- 1932: Die hochmolekularen organischen Verbindungen
- 1939: Organischqualitative Analyse
- 1947: Makromolekulare Chemie und Biologie